# Spaces in Queue
『Spaces in Queue』（スペーシズインキュー）は、delofamiliaの3枚目のオリジナルアルバム。2011年10月5日にリリース。

## 解説
- 廣山直人、Riefuによるプロジェクトであるdelofamiliaの3枚目のアルバム。
- delofamiliaのブログでは収録曲を全曲解説している。
- レコーディングエンジニアにzAkを起用。
- 10月8日から3rdアルバム『Spaces in Queue』を引っ提げ、2年ぶりのツアーを行った。

## 収録曲

### CD
1. amateur
2. toxic ship
3. guiding
4. spinning
5. brightest star
6. no name
7. mistress
8. recently
9. typical
10. your song